# Kabinett Ehard II
Das Kabinett Ehard II bildete vom 20. September 1947 bis zum 18. Dezember 1950 die Staatsregierung des Freistaates Bayern. Zur Neubildung des Kabinetts kam es, da die SPD aus der Koalitionsregierung Ehard I austrat und die SPD-Minister zurücktraten. Ministerpräsident Ehard bildete daraufhin eine reine CSU-Regierung, diese verfügte über eine Mehrheit von 104 der 180 Sitze im Landtag. Nach der Landtagswahl 1950 folgte ihr das Kabinett Ehard III.
| Amt                                    | Name                                             | Partei | Staatssekretäre                                                               |
| -------------------------------------- | ------------------------------------------------ | ------ | ----------------------------------------------------------------------------- |
| Ministerpräsident                      | Hans Ehard                                       | CSU    | Anton Pfeiffer (Leiter der Staatskanzlei)                                     |
| Stellvertreter des Ministerpräsidenten | Josef Müller                                     | CSU    | –                                                                             |
| Justiz                                 | Josef Müller                                     | CSU    | Carljörg Lacherbauer bis 1. Dezember 1948                                     |
| Justiz                                 | Josef Müller                                     | CSU    | Anton Konrad ab 15. Dezember 1949                                             |
| Inneres                                | Willi Ankermüller                                | CSU    | Josef Schwalber Franz Fischer (Bauwesen) Wolfgang Jaenicke (Flüchtlingswesen) |
| Finanzen                               | Hans Kraus bis 8. Februar 1950                   | CSU    | Hans Müller                                                                   |
| Finanzen                               | Hans Ehard geschäftsführend                      | CSU    | Hans Müller                                                                   |
| Wirtschaft                             | Hanns Seidel                                     | CSU    | Hugo Geiger                                                                   |
| Landwirtschaft und Forsten             | Joseph Baumgartner bis 15. Januar 1948           | CSU    | Adam Sühler                                                                   |
| Landwirtschaft und Forsten             | Alois Schlögl ab 26. Februar 1948                | CSU    | Adam Sühler                                                                   |
| Landwirtschaft und Forsten             | Hans Ehard geschäftsführend bis 26. Februar 1948 | CSU    | Adam Sühler                                                                   |
| Verkehr                                | Otto Frommknecht                                 | CSU    | Lorenz Sedlmayr                                                               |
| Unterricht und Kultus                  | Alois Hundhammer                                 | CSU    | Dieter Sattler                                                                |
| Arbeit und Soziale Fürsorge            | Heinrich Krehle                                  | CSU    | Andreas Grieser ab 24. Oktober 1947                                           |
| Sonderminister                         | Ludwig Hagenauer bis 20. Juli 1949               | CSU    | –                                                                             |